# Lynne Watson
Pour les articles homonymes, voir Watson.
Lynne Watson, née le 22 novembre 1952 à Perth (Australie-Occidentale), est une nageuse australienne.

## Biographie
Aux Jeux olympiques d'été de 1968 à Mexico, Lynne Watson est médaillée d'argent olympique sur le relais 4x100 mètres quatre nages, quatrième sur 200 mètres dos et sur le relais 4x100 mètres nage libre et sixième du 100 mètres dos.